# Râșca (Suceava)
Râșca es una comuna ubicada en el distrito de Suceava, Rumania.

## Superficie
Posee una superficie de 207,1 kilómetros cuadrados.

## Demografía
Hasta 2021 la población era de 5101 habitantes, con una densidad de población de 24,63 habitantes por kilómetro cuadrado.